# Mercè Solsona Llansamà
Mercè Solsona Llansamà (Barcelona?, 1922 - Barcelona, 7 de març de 2015) fou una tennista i jugadora de tennis de taula catalana.
Membre del Reial Club de Tennis del Turó, guanyà un Campionat de Catalunya de tenis en categoria individual (1950) i dos de dobles (1961 i 1962). També fou Campiona d'Espanya individual (1951). Practicà també el tennis de taula amb el Club de Tennis Barcino. Durant la dècada del 1950 aconseguí deu títols de Campiona de Catalunya, un en individual (1952), sis de dobles (1955, 1957, 1958, 1959, 1960, 1961, fent parella amb Alicia Guri), dos de dobles mixtos (1956, 1957, fent parella amb Albert Dueso) i un per equips (1956). A nivell estatal, es proclamà campiona d'Espanya en tretze ocasions, una en individual (1952), cinc de dobles (1952, amb Isabel Bas, 1953, 1954 1955, 1956, amb Alicia Guri), dos de dobles mixtos (1952, 1955) i cinc per equips (1952, amb el Club Ariel, 1953, 1954. amb el Club Mayda, 1955, 1956, amb el CT Barcino). Entre d'altres reconeixements, rebé la medalla d’argent al mèrit esportiu de la ciutat de Barcelona el 1954.